# ラフマン・アフマディ
ラフマン・アフマディ（Mohammad Rahman Ahmadi、1980年7月30日 - ）は、イランの元サッカー選手。元イラン代表。ポジションはゴールキーパー。

## 来歴
2008年にイラン代表でデビュー。出場機会は無かったが、2014 FIFAワールドカップのメンバーにも選出された。2014年までに11試合に出場した。

## 代表歴

### 出場大会
- イラン代表
  - 2014 FIFAワールドカップ

### 試合数
- 国際Aマッチ 11試合 0得点（2008年-2014年）[1]

| イラン代表 | 国際Aマッチ | 国際Aマッチ |
| 年         | 出場        | 得点        |
| ---------- | ----------- | ----------- |
| 2008       | 1           | 0           |
| 2009       | 0           | 0           |
| 2010       | 0           | 0           |
| 2011       | 0           | 0           |
| 2012       | 1           | 0           |
| 2013       | 7           | 0           |
| 2014       | 2           | 0           |
| 通算       | 11          | 0           |